# Щетинкодзьоб західний
Щетинкодзьоб західний (Dasyornis longirostris) — вид горобцеподібних птахів родини щетинкодзьобових (Dasyornithidae).

## Поширення
Ендемік Австралії. Вид поширений на крайньому заході Австралії поблизу міста Олбані. Мешкає в узбережних заростях чагарників.

## Опис
Тіло завдовжки 18-22 см. Верх тіла світло-коричневого кольору, черево біле, груди сірі, горло та лице біле. Дзьоб чорний, ноги сірі. Навколо дзьоба ростуть довгі щетинки, які служать для захисту очей від механічних пошкоджень.